# Mick Hucknall
Michael James Hucknall (Manchester, 8 giugno 1960) è un cantante britannico, noto per essere il frontman dei Simply Red.
La rivista Rhythms lo ha definito uno dei migliori cantanti del soul bianco ed è stato indicato dal magazine Q come "la voce più prodigiosa della Motown".

## Biografia

### Origini
Hucknall è nato nel St. Mary's Hospital, a Manchester, da Reg, un anglicano di Barrow-in-Furness, e Maureen, che era in parte di origine ebrea.
La madre lasciò la famiglia quando lui aveva 3 anni. Hucknall visse quindi brevemente a Bredbury con il padre prima di trasferirsi a Denton, dove crebbe e frequentò la Audenshaw Grammar School for Boys.

### Carriera musicale
Nel giugno 1976 Hucknall assistette all'esibizione dei Sex Pistols al Lesser Free Trade Hall di Manchester. Il lancio della sua carriera avvenne alla fine degli anni settanta, quando faceva parte della band Frantic Elevators, con la quale realizzò quattro singoli, inclusa la versione di Holding Back the Years, che poi avrebbe registrato con i Simply Red.
È inoltre uno dei fondatori e sostenitori economici dell'etichetta reggae Blood and Fire e di simplyred.com.
Il 16 maggio 2008 pubblica il primo album solista, intitolato Tribute to Bobby.
Nel 2012 torna con un album di cover intitolato American Soul anticipato dal singolo That's How Strong My Love Is.

## Politica e filantropia
Mick è un noto sostenitore del Labour Party, ed è amico intimo dell'ex Primo Ministro britannico Tony Blair.
Il suo risentimento per l'ex Primo ministro Margaret Thatcher è evidente in tre canzoni dei Simply Red: She'll Have to Go nell'album A New Flame, Your Mirror e Wonderland nell'album Stars.

## Vita privata
Nel 2007 ha avuto una figlia dalla compagna Gabriella Wesberry. Hucknall possedeva una casa in Italia dove ha vissuto per alcuni periodi, e alcuni vigneti alle falde dell'Etna dai quali produceva il vino rosso "Il Cantante". Assieme a Johnny Depp, John Malkovich e Sean Penn, possedeva il bar ristorante parigino Man Ray (ora chiuso), che prendeva il nome dall'omonimo artista.

## Discografia

### Da solista
- 2008 - Tribute to Bobby
- 2012 - American Soul